# Hitomi Saito
Hitomi Saito (斉藤瞳 Saitō Hitomi?) , nascută 31 octombrie 1981 în Niigata, Japonia, este un fost idol. Ea a fost membră din Melon Kinenbi, o trupă de J-pop anterior cu Hello! Project, până la desființarea în 2010.

## Viață personală
În august 2010, la mai puțin de trei luni de la dezorganizare trupei Melon Kinenbi, Saito sa căsătorit cu Jirō Hachimitsu (nascut Jirō Takano) din duo-ul "Tokyo Dynamite".
Pe 15 octombrie 2011, a fost anunțat că Hitomi și Hachimitsu Jiro din duo-ul "Tokyo Dynamite" au divortaț.